# Anna-Halja Horbatsch
Anna-Halja Horbatsch (ukrainisch Анна-Галя Горбач), geborene Anna-Halja Lutziak (* 2. März 1924 in Brodina, Süd-Bukowina; † 11. Juni 2011 in Wald-Michelbach), war eine ukrainische Literaturwissenschaftlerin, Übersetzerin ins Deutsche, Bürgerrechtsaktivistin und Verlegerin.

## Biografie
Anna-Halja wurde 1924 als Tochter von Marija und Nikolaj Lutziak (Lucjak) im südbukowinischen Dorf Brodina geboren. Bis 1940 besuchte sie im damals rumänischen Czernowitz das Gymnasium, dann konnte die Familie nach Deutschland umsiedeln, und die weitere Schulbildung wurde 1943 in Paderborn mit dem Abitur beendet. Es folgte das Studium, anfangs der Medizin, dann der Slawischen und Romanischen Philologie in Göttingen, 1950 der Abschluss der Studien mit der Promotion in München über „Die epischen Mittel der [Kosaken-]Duma“.
1948 heiratete sie Olexa Horbatsch, dem sie über die Universitätsstädte München, Göttingen und Marburg nach Frankfurt folgte, wo er schließlich 1965 Professor für Slawische Philologie wurde, und mit dem sie drei Kinder hatte: Katharina, Marina und Marko.

## Bürgerrechts-Aktivitäten
Nachdem ihr Mann 1958 seine Dozentenstelle in Frankfurt erhalten hatte, begann Anna-Halja Horbatsch sowohl als Übersetzerin als auch als Bürgerrechts-Aktivistin tätig zu werden. Bis zur Perestrojka informierte sie die Weltöffentlichkeit über die politische Unterdrückung ukrainischer Kultur von der Kunst und Literatur bis hin zu den nationalen griechisch-katholischen und orthodoxen Kirchen. Die Arbeit von Amnesty International begleitete sie seit ihrer Entstehung 1961. Ab 1972 unterstützte sie infolge der Verhaftungswelle insbesondere Protest-Aktionen zugunsten der in der Ukrainischen Sozialistischen Sowjetrepublik verfolgten Schriftsteller Mykola Horbal, Ihor Kalynez, Wassyl Stus, Jewhen Swerstjuk, Iwan Switlytschnyj, Wjatscheslaw Tschornowil, Myroslaw Marynowytsch sowie zahlreiche Geistliche, die in der sogenannten Katakombenkirche oder im Untergrund als griechisch-katholische Christen lebten. Das Haus der Horbatschs in Beerfurth war eine Art Salon, in dem sich Ukrainer aus der gesamten Diaspora einfanden und begegneten. Zugleich war es auch eine ukrainische Ökumene in nuce, weil sich hier alle griechisch-katholischen und orthodoxen Kirchenleiter trafen, die später bei der Wiederbegründung der jeweiligen Kirchen in der Ukraine eine Rolle spielen sollten. Gemeinsam fuhr man zu den Kongressen des Ostpriester-Werkes „Kirche in Not“ nach Königstein, in dessen Schriften Anna-Halja Horbatsch, die der Ukrainischen Griechisch-Katholischen Kirche angehörte, öfter publizierte. Zum Beerfurther Kreis zählten aber auch einzelne Slawisten wie etwa Professor Hans Rothe. Gemeinsam bereisten die Horbatschs die ukrainisch geprägten Regionen Jugoslawiens, Rumäniens und Polens zur Erforschung vor allem der Dialekte und des Argots. Diesem Thema galten zahlreiche Veröffentlichungen von Olexa Horbatsch, die seine Frau nach seinem Tod zum Teil noch posthum in Lemberg auf eigene Kosten herausgeben ließ. Während der Reisen in die „sozialistischen Bruderländer“ ergaben sich auf Kongressen auch immer wieder Gelegenheiten zum Austausch mit Menschen aus der Ukrainischen SSR. Im Archiv der Forschungsstelle Osteuropa an der Universität Bremen werden von Horbatsch zusammengestellte Dokumentationen zur Unterstützung ukrainischer Dissidenten aufbewahrt.

## Kulturvermittlung
Gleichzeitig betrieb Anna-Halja Horbatsch intensiv eine brückenbauende Übersetzertätigkeit und Kulturvermittlung. Sie kulminierte in einer Zeit, in der andere bereits lange den Ruhestand genießen: 70-jährig gründete sie 1995 den Brodina-Verlag, in dem sie von ihrer Tochter Katharina tatkräftig unterstützt wurde und in dem sie über ein Dutzend Bände mit Übersetzungen ukrainischer Literatur ins Deutsche herausgab. Neben der Prosa wandte sie sich nun verstärkt auch der Lyrik zu, die sie neueren deutschen Übersetzertraditionen (etwa Klaus Reichert) folgend ohne Nachahmung von Reim und Versmaß übersetzte. Kurz zuvor waren die Horbatschs 1993 erstmals nach dem Zweiten Weltkrieg in die Ukraine gereist, in der sie sogleich Mitglieder verschiedener Institutionen wurden. Man ehrte sie für ihr lebenslanges Engagement. 
Im Jahr 1995 gründete sie zusammen mit ihrem Ehemann den Verlag Brodina, der Werke ukrainischer Schriftsteller in Deutschland veröffentlichte und verbreitete.
Nach dem Tod ihres Mannes 1997 arbeitete sie noch mehrere Jahre an der Übersetzung der gewaltigen ukrainischen Literaturgeschichte des 17. und 18. Jahrhunderts von Mychajlo Voznjak. Außerdem sorgte sie dafür, dass die umfangreiche Forschungs-Bibliothek ihres Mannes seinem Testament folgend ihre neuen Nutzer finden würde: an der Universität Greifswald am 1995 von Professor Manfred Niemeyer gegründeten ersten Lehrstuhl für Ukrainistik, an dem der ebenfalls zum Freundeskreis zählende Ost-Berliner Übersetzer Rolf Göbner nun lehrte; in Lemberg an der späteren Ukrainischen Katholischen Universität sowie vor allem in der Stefanyk-Bibliothek, in der ein eigener Raum für die wissenschaftlichen Arbeiten Olexa Horbatschs und seine reichen Bücherschätze eingerichtet wurde.

## Charakterisierung des Werkes
Anna-Halja Horbatsch hat wie viele andere Ukrainer auf die eigenständige Kultur der Ukraine hingewiesen. Insbesondere machte sie in ihren literaturwissenschaftlichen Artikeln auf die Ausstrahlung der Absolventen der Kiewer Akademien im 17. und 18. Jahrhundert weit ins Russische Reich aufmerksam. Besonders galt ihre Liebe und Übersetzertätigkeit der ihr gleichaltrigen Generation der 1960er Jahre, die eine eigene Literaturströmung bilden. Die Katastrophe von Tschernobyl 1986 war in ihren Augen neben dem Jubiläum der Christianisierung 1988 ein wesentlicher Impuls zur nationalen Rück- und Selbstbesinnung in der Literatur und im Leben.
Im 20. Jahrhundert hat Anna-Halja Horbatsch wie niemand sonst im deutschsprachigen Raum Wesentliches für die Vermittlung der ukrainischen Literatur geleistet und ist daher „Vorreiterin einer neuen Periode in den deutsch-ukrainischen Literaturbeziehungen“ (M. Ivanytska).

## Auszeichnungen und Mitgliedschaften
Für ihr Engagement wurde Anna-Halja Horbatsch vielfach ausgezeichnet: Sie erhielt
- 1993 den Wassyl-Stus-Preis
- 1994 den Iwan-Franko-Literaturpreis,
- 2001 den Triumf-Preis,
- 2004 Ehrenmedaille der Ukrainischen Freien Universität München
- 2006 Bundesverdienstkreuz am Bande der Bundesrepublik Deutschland,
- 2006 Olga-Orden des 3. Grades des ukrainischen Staates
- 2009 den Olena Teliha-Preis.

Ferner war sie
- Korrespondierendes Mitglied der Wissenschaftlichen Schewtschenko-Gesellschaft in Europa,
- Mitglied des Göttinger Arbeitskreises,
- Ehrenmitglied der Ukrainian Women’s League, ab 1992,
- Mitglied des nationalen Schriftstellerverbandes der Ukraine, ab 1993.

## Bibliografie (Auswahl)

### Anthologien und Übersetzungen
- Blauer November. Heidelberg 1959. [Anthologie]
- Michajlo M. Kocjubyns’kyj. Fata Morgana und andere Erzählungen. Zürich 1962.
- Wassyl Karchut. Das zähe Leben. Eine Wolfsgeschichte. Wuppertal 1963.
- Andrij Tschajkowskyj. Ritt ins Tartarenland. Wuppertal 1965.
- Mychajlo Kocjubyns’kyj. Schatten vergessener Ahnen. Eine Hirtennovelle aus den Karpaten. Göttingen 1966.
- Oxana Ivanenko. Ukrainische Waldmärchen. Wuppertal 1963 u. 1967.
- Hnat Chotkevyč, Räubersommer. Göttingen 1968.
- Mychajlo Kocjubyns’kyj. Jalynka. Der Tannenbaum. München 1968.
- Ein Brunnen für Durstige und andere ukrainische Erzählungen. Tübingen 1970.
- Andrij Tschajkowskyj. Verwegene Steppenreiter. Wuppertal 1972.
- Wilde Steppe. Abenteuer – Kosakengeschichten. Göttingen 1974.
- (mit Winfried Bassmann). Politische Gefangene in der Sowjetunion. Dokumente. München 1976.
- (Übers. von A.-H. u. K. Horbatsch) Leonid Pluschtsch, Im Karneval der Geschichte. Wien u. a. 1981.
- Angst – ich bin dich losgeworden. Ukrainische Gedichte aus der Verbannung. Von Ivan Switlytschnyj, Jewhen Swerstjuk, Vassyl Stus. Hamburg 1983.
- (Übers. von K. und A.-H. Horbatsch), Mykola Horbal’. Details einer Sanduhr. Bern 1984.
- Igor Kalinec’. Bilanz des Schweigens. Moderne sowjetukrainische Lyrik. Darmstadt 1975 u. Bern 1985
- Jurij Badzio, Walerij Martschenko, Wassyl Stus, drei ukrainische Gewissensgefangene. Bern 1985.
- Mykola Horbal’. Hier wartet man auf das Ende. Hamburg 1986.
- Dokumente zur Lage in der Ukraine. Bern 1991.
- Vasyl’ Stus, Du hast Dein Leben nur geträumt. Eine Auswahl aus der Gedichtsammlung Palimpseste 1971–1979. Bern 1988.
- Jewhen Swerstjuk, Lehrjahre des ewigen Gottes? Hamburg 1990.
- Letzter Besuch in Tschernobyl. Ukrainische Erzähler der Gegenwart. Kranichfeld 1994.
- Juri Andruchowytsch, Spurensuche im Juli. Reichelsheim 1995.
- Stimmen aus Tschernobyl. Eine Anthologie. Reichelsheim 1996.
- Jurij Andruchowytsch (Hg.): Reich mir die steinerne Laute. Ukrainische Lyrik des 20. Jahrhunderts. Reichelsheim 1996.
- Viktor Kordun, Kryptogramme. Reichelsheim 1996.
- Ihor Rymaruk, Goldener Regen. Reichelsheim 1996.
- Ljudmila M. Skyrda, Rheinelegien. Bonn 1996.
- Walerij Schewtschuk. Mondschein über dem Schwalbennest. Reichelsheim 1997.
- Die Ukraine im Spiegel ihrer Literatur. Dichtung als Überlebensweg eines Volkes. Reichelsheim 1997. 22002.
- Lina Kostenko. Grenzsteine des Lebens. Gedichte. Reichelsheim 1998.
- Ein Rosenbrunnen. Junge Erzähler aus der Ukraine. Reichelsheim 1998.
- Viktor Kordun, Weiße Psalmen und andere Gedichte. Reichelsheim 1999.
- Die Kürbisfürstin. Eine Anthologie zum Frauenthema. Reichelsheim 1999.
- Die Stimme des Grases. Phantastische Erzählungen aus der Ukraine. Reichelsheim 2000.
- Die ukrainische Literatur entdecken. Ein deutsch-ukrainisches Lesebuch mit kultur- und literaturhistorischen Prosatexten. Reichelsheim 2001.
- Wassyl Herassymjuk, Der Dichter der Luft. Huzulische Erzählgedichte. Reichelsheim 2001.
- Mychajlo Voznjak, Die Geschichte der ukrainischen Literatur der Ukraine im 17. und 18. Jahrhundert. Band III. Köln u. a. 2001. (Bausteine zur slavischen Philologie und Kulturgeschichte A 32).
- Kerben der Zeit. Ukrainische Lyrik der Gegenwart. Reichelsheim 2003.
- Alles kann wie in Gebeten sein. Ukrainische Lyrik mit christlichen Motiven. Reichelsheim 2005.